# کتوای
کتوای یک منطقه مسکونی در افغانستان است که در ولایت بامیان واقع شده است.